# Frederick Vernon Coville

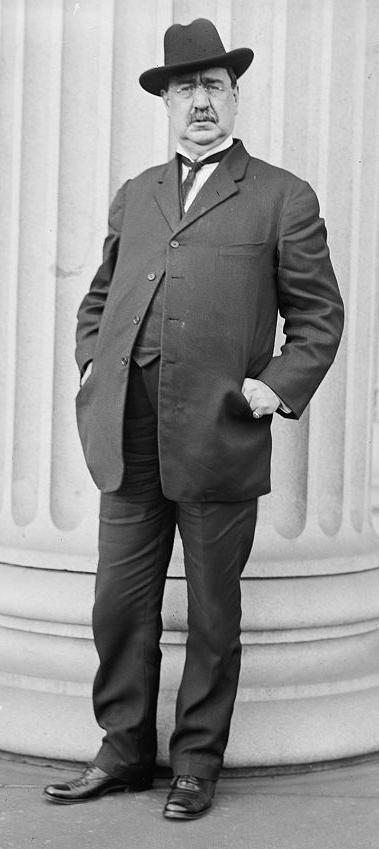
Frederick Vernon Coville

Frederick Vernon Coville (* 23. März 1867 in Preston, New York; † 9. Januar 1937 in Washington, D.C.) war ein amerikanischer Botaniker. Sein botanisches Autorenkürzel lautet „Coville“; früher war auch das Kürzel „Cov.“ in Gebrauch. Er galt als Experte für die beiden Pflanzenfamilien Stachelbeergewächse (Grossulariaceae) und Binsengewächse (Juncaceae); zu seinen Spezialgebieten zählten auch die Heidekrautgewächse (Ericaceae).

## Leben und Wirken
Coville wurde am 23. März 1867 in der sehr kleinen Stadt Preston im Bundesstaat New York geboren. Er erhielt den B.A. 1887 von der Cornell University, wo er ein honor student und herausragender Athlet war. 1887 ging er an das US-Landwirtschaftsministerium (U.S. Department of Agriculture, abgekürzt USDA), wo er bis 1893 botanischer Assistent war. Ab 1893 bis 1937 wurde er – als Nachfolger des verstorbenen George Vasey – Botaniker am USDA und gleichzeitig Kurator (Honorary Curator) des United States National Herbarium. Als das National Herbarium 1896 an die Smithsonian Institution übertragen wurde, behielt er diese Stellung. Coville wurde 1924 senior botanist und 1928 principal botanist. Im Jahr 1901 wurde das Bureau of Plant Industries eingerichtet, und Coville wurde Leiter des Office of Botanical Investigations and Experiments. Er half entscheidend beim Aufbau des 1927 eingerichteten National Arboretum mit, dessen Acting Director er 1929 wurde.
Mit professionellen Feldarbeiten begann Coville 1887 in Arkansas; er war beim Geological Survey of Arkansas 1888 dabei. Seine bedeutendste Feldarbeit leistete er als Botaniker bei der Death Valley Expedition von 1891. Im Jahr 1899 nahm er zusammen mit Thomas Henry Kearney an der Harriman Alaska Expedition beteiligt, im Zuge derer 25 neue Weiden-Arten aus Alaska beschrieben wurden. Coville unterstützte auch die Gründung des Seed Laboratory des US-Landwirtschaftsministeriums. Er selbst arbeitete dort unter anderem an der Gattung der Heidelbeeren (Vaccinium).
Coville verstarb am 9. Januar 1937 im Alter von 69 Jahren in Washington D.C. an einer koronaren Thrombose.

## Ehrungen
Coville war von 1899 bis 1900 Präsident der Biological Society of Washington, 1903 Präsident der Botanical Society of Washington und 1912 der Washington Academy of Sciences. Im Jahr 1900 war er Gründer des Washington Biologists’ Field Club, dem er selbst von 1919 bis 1921 als Präsident vorstand. Bei der American Association for the Advancement of Science war er 1903 Vizepräsident. Ferner war er 1915 Präsident des Cosmos Club und von 1927 bis 1929 Präsident des Arts Club. Er war von 1920 bis 1937 chairman des „Research Committee“ der National Geographic Society.
1921 erhielt er einen Ehrendoktor von der George Washington University. Die Massachusetts Horticultural Society verlieh ihm im gleichen Jahr die George Robert White Medal of Honor in Anerkennung seiner hervorragenden Arbeit über Heidelbeeren.

## Dedikationsnamen
Ihm zu Ehren wurde die Art Arabis covillei Greene aus der Gattung der Gänsekressen und die Art Stutzia covillei (Standl.) E.H.Zacharias aus der Familie der Amaranthgewächse (Amaranthaceae) sowie viele andere Arten benannt.

## Schriften
Coville bearbeitete zusammen mit Nathaniel Lord Britton die Pflanzenfamilie Grossulariaceae dessen Werkes North American Flora (Band 22(3) 1908 sowie „Additions“ in Band 22(6) 1918). Weitere Schriften:
- Botany of the Death Valley Expedition. 1893.